# 長野バイパス (滋賀県)
長野バイパス（ながのバイパス）は、滋賀県甲賀市の国道307号バイパスで、現在計画中の道路である。

## 概要
同時計画されている国道307号を4車線拡幅する信楽道路とともに、国道307号の渋滞を解消し、災害時や緊急時の代替道路として期待されている。
信楽町牧・勅旨の境界で現道と分岐し、勅旨字沢出で一度現道と立体交差する。勅旨駅北西の丘陵地では約800mのトンネル設置が予定されている。その後、信楽町長野の信楽駅前で滋賀県道137号信楽停車場線と交差し、大戸川沿いに南下して信楽町神山で国道422号と接続する。そして、山中に入った後に滋賀県道138号信楽上野線と交差し、信楽町柞原で現道と合流する。
- 起点 : 滋賀県甲賀市信楽町牧[1]
- 終点 : 滋賀県甲賀市信楽町柞原[1]
- 事業費 : 約100億円
- 1mあたりの工費 : 約147万円

## 道路規格
- 全長 : 6.8km
- 規格 : 第3種2級
- 道路幅員 : 15.0m（平地部）9.00m（山地部）[1]
- 車線数 : 2車線
- 車線幅員 : 3.25m
- 設計速 : ：60km/h

## 主な接続道路
- 国道307号（現道）
- 滋賀県道53号牧甲西線
- 滋賀県道12号栗東信楽線
- 滋賀県道137号信楽停車場線
- 国道422号
- 滋賀県道・三重県道138号信楽上野線